# Alsatica

Alsatica - Portail des Savoirs en Alsace est un portail internet proposant une recherche simultanée dans les ressources documentaires des bibliothèques municipales, bibliothèques départementales et bibliothèques universitaires, des centres de documentation et des Archives de la région Alsace.
Porté par la Région Alsace, ce projet se veut le point d'accès unique au plus grand nombre de ressources documentaires (livres, documents, films, images, contenus sonores) présentes dans les catalogues et bases de données de lieux d’accès aux ressources patrimoniales du territoire alsacien.
Le portail est accessible au public depuis le 7 octobre 2010,.

## Historique et ambitions
Initié en 2009 par la Région Alsace, le projet de portail numérique Alsatica vise à valoriser l’ensemble du patrimoine écrit et iconographique d’Alsace ainsi que les acteurs de la chaîne du livre de la région.
Le portail propose plusieurs services :
- la recherche simultanée de ressources documentaires parmi les catalogues et bases de données de nombreux partenaires : bibliothèques municipales, départementales et universitaires, centres de documentation, Archives…
- l’annuaire des acteurs du Livre en Alsace (écrivains, illustrateurs, bibliothécaires, archivistes, imprimeurs, traducteurs, librairies), qui permet de trouver, localiser et avoir des informations précises sur l’activité des différents acteurs du secteur.
- l’actualité du livre en Alsace : agenda des événements et rendez-vous autour du livre.

Le site est disponible en français.

## Partenaires
Les partenaires-contributeurs du projet sont les organismes qui mettent à disposition les informations relatives aux ressources documentaires en leur possession.
Parmi les partenaires-contributeurs du projet Alsatica :
- La Bibliothèque nationale et universitaire de Strasbourg (BNUS).
- Le Centre régional de documentation pédagogique (CRDP) d’Alsace
- L’Office pour la langue et la culture d'Alsace (OLCA)
- L’Université de Haute-Alsace (UHA)
- La Fédération des sociétés d'histoire et d'archéologie d'Alsace (FSHAA)
- Les Archives de la région Alsace
- Le Centre européen d'études japonaises d'Alsace (CEEJA)
- Energivie

Le nombre des partenaires est amené à se développer, parmi lesquels :
- Les villes de Strasbourg, Mulhouse et Colmar et leurs médiathèques
- L’Université de Strasbourg